# アナ・ポガニー
アナ・ポガニー（Anna Pogany、1994年7月21日 - ）は、ドイツの女子バレーボール選手。ドイツ代表。

## 来歴
ベルリン出身。2011年にトルコで開催されたU18世界選手権に出場した。2017年にシニア代表に初選出され、同年のワールドグランプリで代表デビューした。2018年の世界選手権ではレシーバーとして出場した。2022年からは代表チームの主将を務め、ネーションズリーグに出場した。
2024-25シーズンはリーグ・ワン・バレーボールでプレーする。

## 球歴
- 世界選手権 - 2018年
- ネーションズリーグ - 2018年、2019年、2021年、2022年
- 欧州選手権 - 2017年、2019年、2021年

## 所属クラブ
- Rote Raben Vilsbiburg（2009-2015年）
- Köpenicker SC（2015-2017年）
- Smaesch Pfeffingen（2017-2018年）
- シュヴェリーンSC（2018-2024年）
- LOVBヒューストン（2024年-）